# Phanni
Phanni oder Phanasos (bl. 67/68 n. Chr.) war der letzte Jerusalemer Hohepriester. Er wurde während des Jüdischen Krieges von den Aufständischen in sein Amt eingesetzt, obwohl er nicht zur Jerusalemer Priesteraristokratie gehörte. In den Jüdischen Altertümern überliefert Flavius Josephus eine Liste von Hohenpriestern, die von Aaron (als dem Ideal) bis zu Phanni reicht. Die Wahl des Letzteren markiert im Geschichtswerk des Josephus den absoluten Tiefpunkt.

## Namensvarianten
Im griechischen Text des Josephus finden sich verschiedene Schreibweisen des Namens: Φαννιας Phannias oder Φαννι Phanni im Jüdischen Krieg, Φανασος Phanasos in den Jüdischen Altertümern. Alle Namensformen sind Gräzisierungen von hebräisch פִּינְחָס Pînəḥās, wobei der Name der biblischen Person Pinchas in der Septuaginta Φινεες Phinees und bei Josephus: Φινεέσης Phineésēs geschrieben wird. In der rabbinischen Literatur lautet sein Name Pinchas aus Chabbata.

## Familiärer Hintergrund
Phanni, der Sohn des Samuel, stammte aus einer sonst nicht bekannten Priesterfamilie Eniachin (Ενιαχιν), die in früherer Zeit Hohepriester gestellt hatte. Es könnte sich um eine abweichende Schreibweise für die 1 Chr 24,17  genannte 21. Priesterdienstordnung Jachin handeln. Phanni war wahrscheinlich zadokidischer Abstammung. Nach den Kriterien, die Josephus anlegt, war er trotzdem nicht geeignet für das Hohepriesteramt. Offenbar meinte Josephus, dass dieses Amt nur vom Vater auf den Sohn weitergegeben werden sollte.
Josephus zufolge lebte Phanni bis zu seiner Investitur als Bauer in dem nicht sicher lokalisierbaren Dorf Aphtha/Aphthia (Αφθα, Variante Αφθια). Dem entspricht der Ortsname Chabbata (חבתא) in Tosefta Yoma 1,6. Auch in der Tosefta wird die nicht-aristokratische Herkunft des letzten Hohenpriesters diskutiert. Nach dieser Quelle war er ein Steinmetz und Schwiegersohn von Rabbi Chanina ben Gamaliel. Wenn diese Heiratsnotiz historisch verwertbar ist, war Phanni keineswegs von so niedriger Herkunft, wie Josephus es darstellt. Seth Schwartz sieht in diesem Text zwei konkurrierende Traditionen verbunden: Nach der einen war er ein einfacher Steinhauer, nach der anderen ein Bauer aus vornehmer Familie (gentleman farmer).

## Wahl durch Los
Die Zelotenpartei reformierte das Hohepriesteramt und schaffte die seit der Zeit des Herodes übliche Praxis ab, den Hohenpriester aus einer von vier aristokratischen Jerusalemer Familien zu wählen. Stattdessen wurde der Hohepriester unter den Mitgliedern der Familie Eniachin durch das Los (Gottesurteil) bestimmt. Ein Vorbild für diese Praxis könnte 1 Chr 24,5  sein. Hier wird beschrieben, dass die Organisation der Priesterfamilien durch Los erfolgte. Es handelt sich nach Martin Hengel nicht um etwas skandalös Neues, wie Josephus den Vorgang darstellt, sondern um eine den Zeloten wichtige Reform, den Versuch, an die ältere Tradition des Hohenpriesteramtes wieder anzuknüpfen.
Da Josephus bei seiner ausgeprägt anti-zelotischen Darstellung des Jüdischen Krieges eine Ermordung oder sonst gewaltsame Entfernung des Amtsvorgängers Matthias sicher nicht unerwähnt gelassen hätte, ist davon auszugehen, dass das Amt des Hohepriesters vakant war. Möglicherweise, so Schwartz, war Matthias verstorben oder aus Jerusalem geflohen.
Josephus schildert die Amtseinführung so: Die Zeloten hätten den sich sträubenden Phanni vom Lande herbeigebracht. Wie für ein Theaterstück habe man den Mann, der über die Aufgaben des Hohenpriesters kaum etwas wusste, mit den sakralen Gewändern bekleidet und darin unterwiesen, wie er sich bei seiner Investitur zu verhalten hatte. Priester, die diese Vorgänge von weitem beobachteten, hätten mit Tränen reagiert.
Es ist anzunehmen, dass Phanni im Amt blieb, bis römische Soldaten den Tempel im August des Jahres 70 eroberten und in Brand setzten, und dass er dabei auch zu Tode kam. Josephus berichtet darüber aber nichts.